# Racemobambos holttumii
Racemobambos holttumii är en gräsart som beskrevs av Soejatmi Dransfield. Racemobambos holttumii ingår i släktet Racemobambos och familjen gräs. Inga underarter finns listade i Catalogue of Life.